# Nigidius oblongus
Nigidius oblongus là một loài bọ cánh cứng trong họ Lucanidae. Loài này được Van Roon mô tả khoa học năm 1914.